# 聞こえる
- 石油にまみれた海鳥（エクソンバルディーズ事故にて、1989年）
- ベルリンの壁崩壊（1989年）
- 焼畑農業と森林破壊（アマゾンにて）

「聞こえる」（きこえる）は、岩間芳樹が作詞、新実徳英が作曲した合唱曲。

## 概要
1991年（平成3年）第58回NHK全国学校音楽コンクール高等学校の部課題曲として作られた。混声四部版、女声三部版、男声四部版が課題曲として作られ、のちに中学生向けに混声三部版（男声パートに一部分かれる箇所あり）も作られた。混声三部版以外は合唱曲集『空に、樹に…』の3曲目として収録されている。
高校生に向けて書かれた曲であるが、「（NHKコンクールの）翌年からもう中学生が歌いだしたのには驚きました」「校内合唱コンクールの定番、とのこと。きっと曲も詞の内容も今の中学生たちの心に響くものがあるからでしょう」と新実が述べるように、課題曲として作られた曲が年月を重ねても歌い継がれる数奇な運命をたどった曲である。

## 歌詞
歌詞には、世界中から聞こえてくる情景を前にして、自分が何も出来ない事に対していらだちを覚え、葛藤する若者の姿が描かれている。曲の背景には、天安門事件、ルーマニア革命、エクソンバルディーズ号原油流出事故、ベルリンの壁崩壊、森林破壊などがある。鐘の音とともに声を上げる群衆、壁越しに聞こえる『歓喜の歌』、破壊された森を追われた人の笛の音など、混迷する世界の音を聞きつつも、それに対して何もできない無力感に苛まれる若者の心情が描写されている。
油泥にまみれた海鳥の情景は湾岸戦争を表すものと解説されることが多いが、湾岸戦争は本作品作詞の翌年の出来事であり、結果的に本曲は同戦争での大規模な原油流出を予見したかのように見えることとなった。実際に曲が意図した情景が具体的にどの事故のものかは明言されていないが、作詞以前の時期で海岸の生態系に特に大きな影響を与えた石油流出事故としては、エクソンバルディーズ号原油流出事故が存在する（1989年、アラスカ）。

## 構成
| 第1・2段 | 第1・2段   | → | 第3段 | 第3段         | → | 第4段 | 第4段      | → | 第5・6段 | 第5・6段   | → | 第7・8段 | 第7・8段   |
|          | ト長調 (G) | → |       | 変イ長調 (A♭) | → |       | イ長調 (A) | → |          | ハ長調 (C) | → |          | ト長調 (G) |

「この曲は決してむずかしい曲ではありません。強いて言えば、ソプラノの上のGがきちんと歌えること、これくらいでしょうか」と新実は語るが、実際には課題曲として作られた経緯から、随所にふるい分けの性質をもった仕掛けが散りばめられている。以下、各段の構成を『教育音楽』2006年11月号に掲載の作曲者自身の解説に従って述べる（6段とみることもできるが、同記事ではより細かく8段に分けている）。
第1段
斉唱（ユニゾン）。「まず最初に、「歌を歌らしく歌うこと」が試されます。このことこそ合唱の大切な基礎の一つと考えたからです」。この10小節のメロディーは「うたを」に向かっていく。
第2段
主旋律と対旋律が対を成す。「次に対旋律の扱いが試されます。主旋律とのバランス・力学をどう実現するか、ということです」。主旋律はmf、対旋律はmpで始まり、「きこえる」の部分でその役割が交替する。
第3段
これ以降は通常の合唱スタイルとなり、メロディー、ハーモニー、対旋律部分の扱いなど、総合的な扱いが課題となる。7小節目まではピアノが主旋律を受け持ち、それまでは"歌いながらピアノの旋律が聴こえる"ような強さ（mf）で歌うことが大切である。
第4段
冒頭からフォルテのメロディー。豊かな音程で決然と歌い上げる。（4分の2拍子になる）「もりを」で頂点を迎える。
第5段
「じだいが…」は最初のメロディーとは形が変わるが、8小節ほどは元のメロディーと似ていて、少しずつ展開していく。「みえている…」以下はマルカートで、そして自分の中で何かが高まっていくような、ドキドキするような感じを表現する。
第6段
臨時記号で変ホ長調に転調する。最初の10小節は、それまでとは対照的にレガートで。「いらだち…」からはリズム感をはっきり出し、この言葉の持っている意味、そして音を表現する。allarg.で盛り上がって、次の「おしえて…」に飛び込んでいく。
第7段
これまで積み上げてきたものが、大きな「川」となって流れ始める。ピアノの3連符の流れは回転する、旋回するイメージ。大きくゆったりと流れていく時間を作り出す。段の終わりのcresc.が次の段の「ラララ…」につながっていく。
第8段
よりいっそう大きな流れ、河口のとうとうたる流れが海に注ぎ込み、そしてはるか大海原へと広がっていくイメージ。エンディングのHum.はそれまでの「歌」すべてを含む「回想」であり、そして静かな決意=生きていく、を込めたものでありたい。

## 楽譜
単曲の楽譜は、コンクールの年度にピース譜が発売された。男声版の「空に、樹に…」は2018年現在、受注生産となっている。
- 新実徳英『混声合唱曲集「空に、樹に…」』カワイ出版、2007年。ISBN 978-4-7609-1141-7。
- 新実徳英『女声合唱曲集「空に、樹に…」〔増補版〕』カワイ出版、2007年。ISBN 978-4-7609-1642-9。